# Fairview (condado de Kenton)
Fairview es una ciudad ubicada en el condado de Kenton en el estado estadounidense de Kentucky. En el Censo de 2010 tenía una población de 143 habitantes y una densidad poblacional de 74,71 personas por km².

## Geografía
Fairview se encuentra ubicada en las coordenadas 38°59′57″N 84°29′0″O / 38.99917, -84.48333. Según la Oficina del Censo de los Estados Unidos, Fairview tiene una superficie total de 1.91 km², de la cual 1.9 km² corresponden a tierra firme y (0.95%) 0.02 km² es agua.

## Demografía
Según el censo de 2010, había 143 personas residiendo en Fairview. La densidad de población era de 74,71 hab./km². De los 143 habitantes, Fairview estaba compuesto por el 100% blancos, el 0% eran afroamericanos, el 0% eran amerindios, el 0% eran asiáticos, el 0% eran isleños del Pacífico, el 0% eran de otras razas y el 0% pertenecían a dos o más razas. Del total de la población el 0% eran hispanos o latinos de cualquier raza.